# Eucalyptolyma minima
Eucalyptolyma minima är en insektsart som beskrevs av Taylor 1987. Eucalyptolyma minima ingår i släktet Eucalyptolyma och familjen rundbladloppor. Inga underarter finns listade i Catalogue of Life.